# Behawioryzm poznawczy
Behawioryzm poznawczy – koncepcja dotycząca roli środowiska i relacji człowiek-środowisko. 
Zakłada ona, że człowiek reaguje i interpretuje środowisko przyrodnicze tak, jak je postrzega, i interpretuje je poprzez swe doświadczenia oraz zdobytą wiedzę. 